# Гусачівка

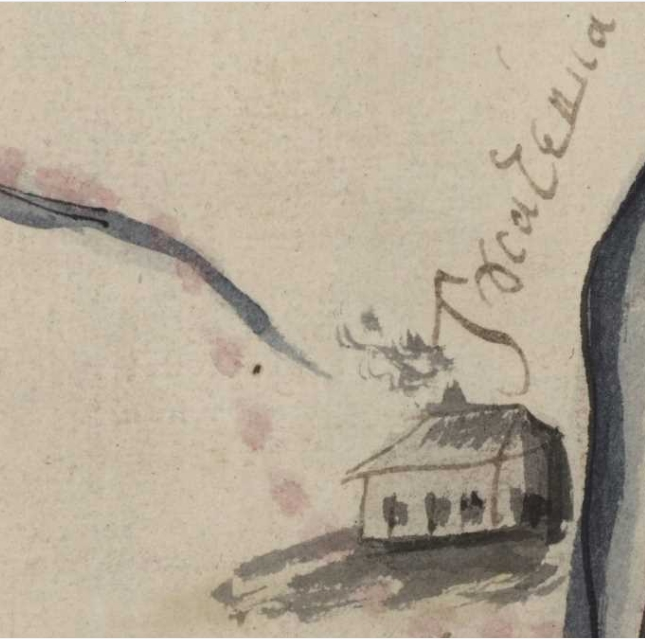
Гусачівка на карті XVIII століття

Гусачі́вка — село в Україні, в Обухівському районі Київської області. Населення становить 741 осіб.

## Історія
У 1918 році в селі та околицях діяла банда, ватажком якої був мешканець села Гусачівка, відомий під прізвиськом "Мундир". Бандити називали себе "більшовиками". На початку 1918 банда "Мундіра" вбила місцевого поета та члена Центральної Ради Корнія Гуленка з села Жуківці, вбила єврейську родину з с.Красного. У березні 1918 року жителі села Красне влаштували самосуд і розстріляли декількох бандитів.

## Населення

### Мова
Розподіл населення за рідною мовою за даними перепису 2001 року:
| Мова       | Кількість | Відсоток |
| ---------- | --------- | -------- |
| українська | 734       | 99.06%   |
| російська  | 7         | 0.94%    |
| Усього     | 741       | 100%     |

## Пам'ятка
Церква св. Параскеви в с.Гусачівка збудована у 1787 р. за допомогою поміщика Казиміра Мілевського. Клірові відомості, метричні книги, сповідні розписи церкви св. Параскеви с. Гусачівка (приписне с.* Антонівка) Германівської волості Київського пов. і губ. зберігаються в ЦДІАК України. http://cdiak.archives.gov.ua/baza_geog_pok/church/husa_003.xml [Архівовано 18 лютого 2020 у Wayback Machine.]

## Відомі уродженці
- Закревський Дмитро Васильович (27 жовтня 1929 року — 14 травня 2006 року) — український гідрохімік, гідрогеолог, доктор географічних наук, завідувач кафедри гідроекології та гідрохімії Київського національного університету імені Тараса Шевченка.
- Швець Петро Лукич (17 червня 1945 року - 5 листопада 1999 року) - український поет і прозаїк, навчався на філологічному факультеті  Київський національний університет імені Тараса Шевченка.